# 始无齿翼龙属
始無齒翼龍（學名：Eopteranodon）是翼龍目翼手龍亞目神龍翼龍超科的一屬，化石發現於中國遼寧省北票市的義縣組，年代為下白堊紀的阿普第階。正模標本（編號BPV-078）是一個不完整顱骨與骨骼。顱骨的長度小於20公分，具有大型頭冠，缺乏牙齒。始無齒翼龍的翼展為1.1公尺。始無齒翼龍與無齒翼龍類似，但研究人員將始無齒翼龍歸類於無齒翼龍類（Pteranodontia）的未定位屬。一個針對義縣組翼龍類的系統發生學研究，發現始無齒翼龍是神龍翼龍超科的近親，尤其是古神翼龍、妖精翼龍、與風神翼龍。在2008年，大衛·安文（David Unwin）等人將這個原始的神龍翼龍類，歸類於朝陽翼龍科。在2023年，中国辽宁义县组出土了该属的新物种 义县 始无齿翼龙( 学名:Eopteranodon yixianensis) 正模标本(编号IVPP V 14190) 是一个几乎完整的个体。

## 外部連結
- Eopteranodon in The Pterosaur Database
- Eopteranodon in The Pterosauria